# Stanisław Żółtowski (1888–1979)
Stanisław Żółtowski (ur. 31 grudnia 1888 w Płocku, zm. 11 maja 1979 w Toruniu) – polski działacz polityczny, związany z lewicą, wiceprezydent Torunia.

## Życiorys
Był synem Jana i Karoliny z Tomczaków. W 1902 ukończył szkołę powszechną, potem uzyskał przygotowanie zawodowe jako cukiernik. Od wczesnej młodości działał w ruchu socjalistycznym, w 1906 został członkiem Organizacji Bojowej Polskiej Partii Socjalistycznej. Brał udział w manifestacjach z okazji 1 maja. W 1907 został aresztowany wraz z innymi działaczami; więziony na Pawiaku, w Cytadeli i wreszcie w Twierdzy Brzeskiej, ostatecznie skazany został na zesłanie do Okrzy. W 1909 udało mu się uciec z miejsca zesłania. Przez krótki czas przebywał w Płocku, ale rychło wyjechał za pracą na teren Niemiec, imając się tamże rozmaitych zajęć – był górnikiem, pomocnikiem piekarza, robotnikiem rolnym. Ścigany listem policyjnym wyjechał z Niemiec do Pragi, potem do Paryża, nawiązując kolejne kontakty z działaczami socjalistycznymi. 
We Francji zastał go wybuch I wojny światowej. Walczył jako ochotnik w szeregach sformowanego we Francji oddziału polskiego (tzw. Legionu Bayońskiego) i był w 1915 ranny; po dłuższym pobycie w lazarecie do służby wojskowej już nie wrócił. W 1919 na krótko osiadł w rodzinnym Płocku, by niebawem przenieść się do Inowrocławia i tam otworzyć restaurację. W 1929 przeniósł się do Torunia, gdzie nadal był restauratorem – prowadził lokal "Eldorado" przy Szosie Chełmińskiej. Uczynił z restauracji punkt kontaktowy komunistów i związkowców lewicowych, w którym spotykali się czołowi toruńscy działacze Komunistycznej Partii Polski; bywał w "Eldorado" m.in. Józef Głazowski, sekretarz komitetu miejskiego Komunistycznej Partii Polski. W 1932, po decyzji władz miejskich o odebraniu koncesji na prowadzenie lokalu restauracyjnego, Żółtowski zajął się handlem.
Lata okupacji, w związku z wysiedleniami dokonanymi przez Niemców, spędził w Płocku, potem w Płońsku. W lutym 1945 powrócił do Torunia i wszedł w skład lokalnych władz (komitetu miejskiego i komitetu powiatowego) Polskiej Partii Robotniczej, a 14 lutego tegoż roku objął stanowisko wiceprezydenta miasta. Odpowiadał w magistracie za aprowizację, komunikację, gospodarkę komunalną. Był członkiem egzekutywy Komitetu Miejskiego PPR, w grudniu 1945 uczestniczył jako delegat w I zjeździe partii. Utracił wpływy wiosną 1947, odsunięty został ze stanowiska wiceprezydenta i funkcji partyjnych, a w 1952 wykluczony z partii (wówczas już Polskiej Zjednoczonej Partii Robotniczej) jako "element obcy klasowo". Pracował w tym okresie na mniej eksponowanych stanowiskach kierowniczych (był m.in. w latach 1948–1950 dyrektorem Zakładów Przemysłu Cukierniczego "Kopernik", potem dyrektorem Zakładów Przemysłu Ziemniaczanego), ale także na stanowiskach zupełnie szeregowych: jako referent magazynów w Centrali Handlowej czy kasjer w Chłodni Składowej. 
W 1957 został zrehabilitowany, przywrócono mu członkostwo partii. Przez kolejne kilkanaście lat mimo zaawansowanego wieku pozostawał etatowo związany z terenową organizacją partyjną. Otrzymał kilka odznaczeń państwowych, m.in. Krzyż Kawalerski Orderu Odrodzenia Polski oraz Krzyż Niepodległości. Zmarł w Toruniu 11 maja 1979.